# Monete auree

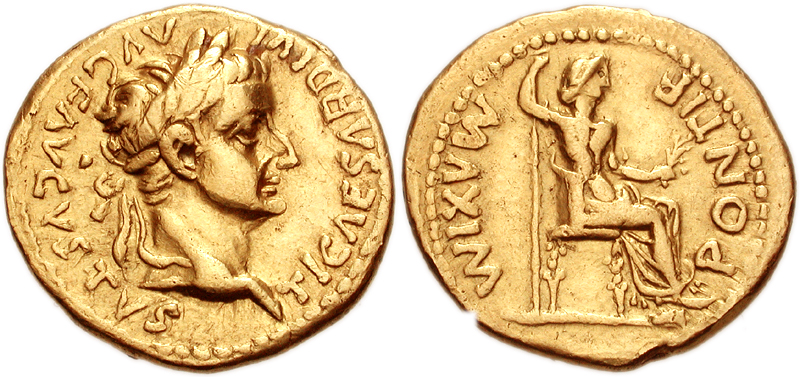
Aureo di Tiberio

Le monete auree sono monete coniate in oro con titolo variabile. Nella storia umana l'oro è sempre stato considerato come un'ottima merce di scambio essendo riconosciuto come valore comune a diverse società e culture: le monete in oro sono sempre state le più pregiate.
Sotto l'Impero Romano l'aureo era la moneta più pregiata; nel Medioevo solo gli Stati più ricchi poterono permettersi il conio aureo: l'Impero bizantino con il solido; i califfati abbaside, aghlabide e di Cordova con il dinar (equivalente al solido); l'emirato siciliano con il tarì (=1/4 di dinar).
La repubblica marinara di Amalfi fu, intorno al Mille, il primo Stato occidentale a coniare una moneta aurea, il tarì amalfitano, segno della sua ricchezza: esso fu mantenuto dai Normanni e sostituito nel 1231 da Federico II con l'augustale d'oro: del valore di 5 tarì, simboleggiava il ritorno alla tradizione romana. Il Duecento vide finalmente l'oro diffondersi anche nel resto d'Europa: il genovino di Genova, il fiorino di Firenze e lo zecchino di Venezia, tutti equivalenti a 4/5 di augustale, in poco tempo si diffusero enormemente e divennero le monete più scambiate a livello europeo, grazie anche all'alto livello di professionalità dei mercanti e banchieri italiani.
Successivamente l'oro recuperò valore in proporzioni sempre maggiori (oggi la proporzione fra oro e argento è di circa 80 a 1 mentre in passato fu anche di 15 a 1).
Esistono monete auree di moltissime nazioni con peso e titolo in oro variabile.
Fra le monete auree più diffuse tutt'oggi tanto da avere un corso o una quotazione borsistica:
- Sovrana Sterlina d'oro Gran Bretagna peso 7,9881 g; diametro 22,12 mm; titolo 22 carati (916,2/3); peso in oro 7,3224 g;
- Krugerrand Sudafrica peso 33,9310 g; diametro 32,7 mm; titolo 22 carati (916,2/3); peso in oro 31,1034 g;
- Marengo Francia, Italia, Belgio, Svizzera, Austria peso 6,4516 g; diametro 21 mm; titolo 21,6 carati (900); peso in oro 5,8064 g;
- 50 pesos Messico peso 41,6666 g; diametro 37 mm; titolo 21,6 carati (900); peso in oro 37,5 g;
- 20 dollari USA;
- Panda Dorato Cinese;